# Heidemarie Mundlos

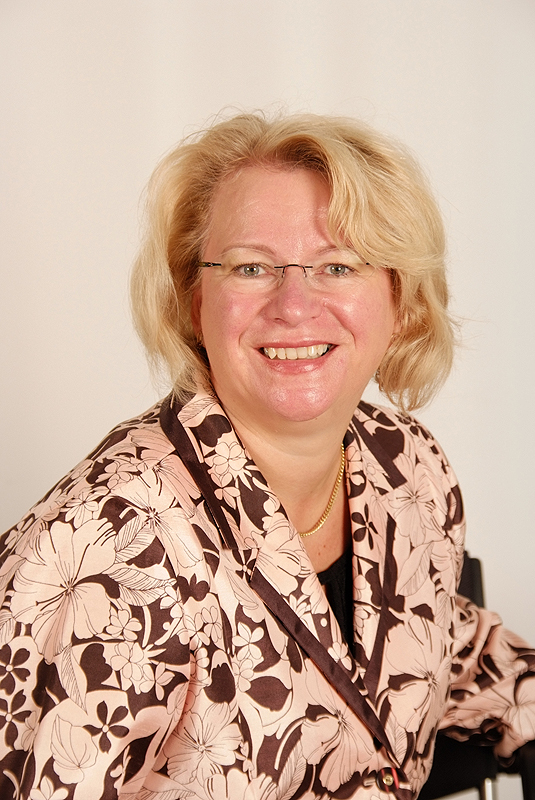
Heidemarie Mundlos, 2009

Heidemarie Mundlos (* 31. August 1956 in Ochsendorf; geborene Köchig) ist eine deutsche Politikerin (CDU). Sie war von 1994 – mit einer Unterbrechung in den Jahren 2013 und 2014 – bis 2017 Mitglied des Niedersächsischen Landtages.

## Leben
Nach dem Abitur am Julianum in Helmstedt 1975 studierte Heidemarie Mundlos Gartenbau an der Technischen Fachhochschule Berlin. In ihrem Beruf arbeitete sie zunächst einige Jahre im Raum Braunschweig.
Heidemarie Mundlos ist verheiratet mit dem Lehrer Bernd Mundlos und hat drei Kinder, darunter die Soziologin Christina Mundlos. Während der Erziehungszeit ihrer Kinder engagierte sie sich u. a. als Elternvertreterin in Kindergarten und Schule, wurde Schulelternratsvorsitzende und stand von 1993 bis 2005 als Vorsitzende des Deutschen Elternvereins in zahlreichen schulpolitischen Debatten bundesweit an exponierter Stelle.
Ihr politisches Engagement hatte sie 1990 zur CDU und zur Gründung der Stadtteilzeitung Schunter-Kurier im Bezirk Wenden-Thune-Harxbüttel der Stadt Braunschweig geführt. Hier wurde sie 1991 erstmals in den Bezirksrat gewählt und führte dort die CDU-Fraktion, bis sie 2001 zur Bezirksbürgermeisterin gewählt wurde. Dieses Amt übte sie bis November 2011 aus und ist weiterhin Mitglied im Bezirksrat.
Den Sprung in die Landespolitik schaffte sie 1994 mit einem Mandat im Niedersächsischen Landtag. 1998 wurde sie wissenschafts- und kulturpolitische Sprecherin der CDU-Landtagsfraktion und rückte nach der Wahl 2003, bei der sie erstmals das Direktmandat im Wahlkreis 4 (Braunschweig Nord-West) gewinnen konnte, in die Fraktionsführung als stellvertretende Vorsitzende auf. Dort war sie schwerpunktmäßig für Sozialpolitik zuständig und verteidigte ihr Direktmandat im erweiterten Wahlkreis 3 (Braunschweig-West) im Jahr 2008. Bei der Landtagswahl am 20. Januar 2013 schaffte sie den Sprung in den Landtag nicht; jedoch rückte sie im Juli 2014 für Aygül Özkan in den Landtag nach. Bei der Landtagswahl 2017 trat sie nicht wieder an.
Mundlos gehörte dem Landesvorstand der CDU in Niedersachsen an und war von 2002 bis 2012 Kreisvorsitzende der Braunschweiger CDU.